# Felix Moris
Felix Moris (Putte, 8 augustus 1892 - Lubumbashi, Congo, 14 februari 1960) was een Belgisch kunstschilder.
Hij was de zoon van een huisschilder-behanger uit Putte (bij Mechelen) en trok met zijn broer Charles naar de schildersschool in Heist-op-den-Berg. Nog voor de Eerste Wereldoorlog schreef hij zich in aan de Kunstacademie van Lier voor tekenen en schilderen, vooral van bloementaferelen. In 1915 organiseerde hij zijn eerste tentoonstelling. Beroepshalve was hij met zijn vader actief als schilder-decorateur.
In 1918 maakte hij kennis met Marguerite Verez, een modiste uit Rijsel die met haar ouders als vluchteling in Putte verbleef tot het einde van de oorlog. Zij huwden op 22 januari 1920 in Parijs, waar zij inwoonden bij zijn schoonouders. Felix kwam in Parijs aan de kost als huisschilder-decorateur, letterschilder en kunstschilder.
Vanaf 1922 nam hij er deel aan groepstentoonstellingen, samen met de Franse kunstschilders André Derain en Maurice de Vlaminck, grondleggers van het fauvisme, de impressionist Maurice Utrillo en Paul Signac, bekend om het pointillisme en hij verkocht heel wat doeken.
In 1927 keerde hij terug naar Putte, samen met zijn vrouw, zijn dochter Lucette (geboren in 1922) en zijn schoonouders. Hij hervatte zijn werk als huisschilder-decorateur en behanger, samen met zijn vader. Moris kon aanvankelijk moeilijk aarden in het landelijke Putte en maakte gedurende jaren geen schilderijen meer. Later vond hij werk aan het spoorwegarsenaal te Mechelen en bracht vele opschriften aan op en in trein- en tramstellen. Daarnaast schilderde hij tot 1953 bij een Mechelse carrosseriebouwer letters op vrachtwagens.
Sinds 1934 had hij het kunstschilderen opnieuw ter harte genomen: Kempische landschappen, stillevens en bloemen. Hij werd lid van de Mechelse Sint-Lucasgilde en nam deel aan groepstentoonstellingen. Tijdens de Tweede Wereldoorlog kon hij bijna geen werk vinden en om den brode trok hij naar Duitsland, waar hij enkele werkjes schilderde (Fulda, Dessau).
Na de oorlog brak een van zijn meest vruchtbare periodes als kunstschilder aan. Na de dood van zijn echtgenote in 1953 ging hij op rust en vertrok naar Congo, waar zijn dochter samen met haar man, kunstschilder Paul De Pauw, sinds 1949 woonde. Moris legde zich opnieuw volop toe op het kunstschilderen en reeds één jaar later organiseerde hij er een eerste tentoonstelling met o.a. Afrikaanse landschappen met een fraai coloriet, terwijl hij ook voor tentoonstellingen in België werken instuurde. Tijdens de Expo 1958 maakten twee van zijn werken deel uit van een overzichtstentoonstelling van kunst in de kolonie in het Congolees paviljoen. Hij overleed op 68-jarige leeftijd aan een hartaanval. In Putte is een straat naar hem genoemd.
De stijl van Moris onderging invloeden van impressionisme en fauvisme, al kan het niet zonder meer aan die kunststromingen toegewezen worden.